# De Tomaso 505
Chronologie des modèles (1970)
De Tomaso 801 Aucun
La De Tomaso 505 est une monoplace de Formule 1, conçue par Gian Paolo Dallara pour le compte du constructeur italien De Tomaso. Elle a été engagée en championnat du monde de Formule 1 1970 par l'écurie britannique Frank Williams Racing Cars.

## Historique
Pilotée par Piers Courage, Brian Redman et Tim Schenken, la De Tomaso 505 a pris part à onze courses, faisant ses débuts au Grand Prix automobile d'Afrique du Sud 1970.

## Résultats en championnat du monde de Formule 1
| Saison | Écurie                     | Moteur           | Pneumatiques | Pilotes       | Courses | Courses | Courses | Courses | Courses | Courses | Courses | Courses | Courses | Courses | Courses | Courses | Courses | Points inscrits | Classement |
| Saison | Écurie                     | Moteur           | Pneumatiques | Pilotes       | 1       | 2       | 3       | 4       | 5       | 6       | 7       | 8       | 9       | 10      | 11      | 12      | 13      | Points inscrits | Classement |
| ------ | -------------------------- | ---------------- | ------------ | ------------- | ------- | ------- | ------- | ------- | ------- | ------- | ------- | ------- | ------- | ------- | ------- | ------- | ------- | --------------- | ---------- |
| 1970   | Frank Williams Racing Cars | Ford-Cosworth V8 | Dunlop       |               | AFS     | ESP     | MON     | BEL     | P-B     | FRA     | GBR     | ALL     | AUT     | ITA     | CAN     | USA     | MEX     | 0               | Non classé |
| 1970   | Frank Williams Racing Cars | Ford-Cosworth V8 | Dunlop       | Piers Courage | Abd     | Np      | Nc      | Abd     | Abd†    |         |         |         |         |         |         |         |         | 0               | Non classé |
| 1970   | Frank Williams Racing Cars | Ford-Cosworth V8 | Dunlop       | Brian Redman  |         |         |         |         |         |         | Np      | Nq      |         |         |         |         |         | 0               | Non classé |
| 1970   | Frank Williams Racing Cars | Ford-Cosworth V8 | Dunlop       | Tim Schenken  |         |         |         |         |         |         |         |         | Abd     | Abd     | Nc      | Abd     |         | 0               | Non classé |

Légende : ici 
† Piers Courage trouve la mort lors du Grand Prix des Pays-Bas